# Megaceras endroedii
Megaceras endroedii är en skalbaggsart som beskrevs av Roger Paul Dechambre 1998. Megaceras endroedii ingår i släktet Megaceras och familjen Dynastidae. Inga underarter finns listade i Catalogue of Life.